# Allobates crombiei
Allobates crombiei es una especie de anfibio anuro de la familia Aromobatidae.

## Distribución geográfica
Esta especie es endémica de la cuenca baja del río Xingu en el estado de Pará, Brasil.

## Amenazas
Según algunos científicos, esta especie podría desaparecer debido a la presa de Belo Monte.

## Etimología
Esta especie lleva el nombre en honor a Ronald Ian Crombie.

## Publicación original
- Morales, 2002 "2000" : Sistemática y biogeografía del grupo trilineatus (Amphibia, Anura, Dendrobatidae, Colostethus), con descripción de once nuevas especies. Publicaciones de la Asociación de Amigos de Doñana, vol. 13, p. 1-59.[6]